# Glacier O'Higgins
Le glacier O'Higgins, ou glacier Ventisquero Grande, est — par sa taille — l'un des quatre plus grands glaciers de la Patagonie. Il fait partie du champ de glace Sud de Patagonie et est situé à l'intérieur du parc national Bernardo O'Higgins.
Le glacier O'Higgins couvre une superficie de 820 km2 et s'étend sur une distance de 45 km depuis le volcan Lautaro jusqu'au lac O'Higgins où se jette sa langue terminale. Le mur de glace qu'il forme au niveau du lac O'Higgins est spectaculaire, il mesure 3,5 kilomètres de long et s'élève à 80 mètres au-dessus de la surface de l'eau. Des embarcations partent de Villa O'Higgins en direction du glacier, pendant la période estivale.